# Тейссен, Франс
Франс Тейссен (нидерл. Frans Thijssen; род. 23 января 1952, Малден, Гелдерланд) — нидерландский футболист, завершивший игровую карьеру. Он начал свою профессиональную карьеру в 1970 году с НЕКом. В 1973 году он перешёл в «Твенте», где играл на позиции полузащитника в течение почти шести сезонов.
Тейссен сыграл 14 матчей за сборную Нидерландов в период между 1975 и 1981 годами.

## Карьера
В 1979 году он переехал в Англию, чтобы подписать контракт с «Ипсвич Таун», а в 1981 году он был признан футболистом года в Англии по версии журналистов. Тогда он помог «Ипсвич Таун» выиграть Кубок УЕФА, забив по одному голу в каждом из двух матчей финала. Он сыграл большую роль в том, что клуб вышел в полуфинал Кубка Англии, команда также в том сезоне заняла второе место в лиге. Он помог клубу завоевать серебро и в следующем году, но через год он покинул «Портман Роуд», завершив четырёхлетний этап карьеры в «Ипсвиче». Его новым клубом стал «Ноттингем Форест» Брайана Клафа, но Тейссен не добился такого же успеха на «Сити Граунд», как в Восточной Англии, он покинул клуб в течение нескольких месяцев.
Он также имел опыт игры в NASL с «Ванкувер Уайткэпс». В 1984 году он вернулся на родину, чтобы играть за «Фортуна Ситтард» (1984—1987), «Гронинген» (1987—1988) и «Витесс» (1988—1991).
После окончания активной игровой карьеры он стал футбольным тренером. В 1997 году он стал у руля шведского клуба «Мальмё» и провёл там два года.
После нескольких сезонов без успеха Тейссен был уволен из «Мальмё» в середине сезона 1998 года. На момент его увольнения «Мальмё» впервые в своей истории мог вылететь из высшего дивизиона. Тейссен был заменён на Роланда Андерссона и его помощника Томаса Шёберга.
Вернувшись в Нидерланды, он тренировал «Де Графсхап» и свой бывший клуб, «Фортуна» Ситтард. В 2000-х в основном входил в тренерский штаб различных арабских клубов.
В ноябре 2014 года Тейссен был назначен тренером клуба чемпионата Австралии, «Брисбен Роар».

## Статистика

### Матчи Тейссена за сборную Нидерландов
| Матчи Тейссена за сборную Нидерландов | Матчи Тейссена за сборную Нидерландов | Матчи Тейссена за сборную Нидерландов | Матчи Тейссена за сборную Нидерландов | Матчи Тейссена за сборную Нидерландов | Матчи Тейссена за сборную Нидерландов |
| ------------------------------------- | ------------------------------------- | ------------------------------------- | ------------------------------------- | ------------------------------------- | ------------------------------------- |
| №                                     | Дата                                  | Соперник                              | Счёт                                  | Голы Тейссена                         | Соревнование                          |
| 1                                     | 30 апреля 1975                        | Бельгия                               | 0:1                                   | —                                     | Товарищеский матч                     |
| 2                                     | 17 мая 1975                           | ФРГ                                   | 1:1                                   | —                                     | Товарищеский матч                     |
| 3                                     | 15 октября 1975                       | Польша                                | 3:0                                   | 1                                     | Чемпионат Европы 1976 (отбор)         |
| 4                                     | 22 ноября 1975                        | Италия                                | 0:1                                   | —                                     | Чемпионат Европы 1976 (отбор)         |
| 5                                     | 21 ноября 1979                        | ГДР                                   | 3:2                                   | 1                                     | Чемпионат Европы 1980 (отбор)         |
| 6                                     | 23 января 1980                        | Испания                               | 0:1                                   | —                                     | Товарищеский матч                     |
| 7                                     | 26 марта 1980                         | Франция                               | 0:0                                   | —                                     | Товарищеский матч                     |
| 8                                     | 14 июня 1980                          | ФРГ                                   | 2:3                                   | —                                     | Чемпионат Европы 1980                 |
| 9                                     | 17 июня 1980                          | Чехословакия                          | 1:1                                   | —                                     | Чемпионат Европы 1980                 |
| 10                                    | 10 сентября 1980                      | Ирландия                              | 1:2                                   | —                                     | Чемпионат мира 1982 (отбор)           |
| 11                                    | 22 февраля 1981                       | Кипр                                  | 3:0                                   | —                                     | Чемпионат мира 1982 (отбор)           |
| 12                                    | 25 марта 1981                         | Франция                               | 1:0                                   | —                                     | Чемпионат мира 1982 (отбор)           |
| 13                                    | 9 сентября 1981                       | Ирландия                              | 2:2                                   | 1                                     | Чемпионат мира 1982 (отбор)           |
| 14                                    | 14 октября 1981                       | Бельгия                               | 3:0                                   | —                                     | Чемпионат мира 1982 (отбор)           |

Итого: 14 матчей / 3 гола; 5 побед, 4 ничьи, 5 поражений.